# رعند عنقودي
الرَعْنَد أو سفندر كبير أو خاماذفني (الاسم العلمي: Danae racemosa)، جنس أحادي الطراز من النباتات المُزهرة. الرعند العنقودي هو جنبة دائمة الخضرة بطيئة النمو يبلغ قطرها حوالي 60 سم وأسمائها الشائعة: الإكليل الإسكندراني وإكليل الشعار. في نظام المجموعة الثالثة لعلم تطور سلالات مغطاة البذور، يتم وضع الرعند في فصيلة الهليونية، وفُصيلة النوليناوات (سابقًا فصيلة Ruscaceae).